# 虹蜺
虹蜺是中国传说的妖怪，指能变化成彩虹的龙，当他出现就会形成彩虹。传说晋朝的时候，就有空中彩虹去某户人家的谭内喝水。

## 类似
另外有晚虹化为女子的【虹女】传说，宋·曾造《类说》卷四十焦游《稽神异苑》: “《江表录》:首阳山有晚虹,下饮溪水,化为女子。明帝召入宫,欲占为己有,

## 记载
战国 楚 宋玉 《高唐赋》：“仰视山颠，肃何千千，炫燿虹蜺。”
晋 葛洪 《抱朴子·嘉遁》：“思眇眇焉若居乎虹霓之端，意飘飘焉若在乎倒景之流。”
鲁迅 《热风·随感录四十二》：“我们如果根据神话，说从前某某大仙，曾推着独轮车在虹霓上走，现在要仿他造一条路，那便无所不可了。”
宋 范仲淹 《与谢安定屯田书》：“先生胸中之奇，屈盘虹蜺。”
明 许自昌 《水浒记·冥感》：“乞香茗，我因此卖眼传情，慕虹霓盟心。”
清 顾炎武 《赠推官咸正》诗：“当年 关中 陷，九野横虹霓。
1. ↑  草野巧. . 奇幻基地. 2010年1月26日: 166. ISBN 9786267094884.
2. ↑  陈致. . 北京燕山出版社. 1991年: 753. ISBN 9787540202866.